# Defensive back

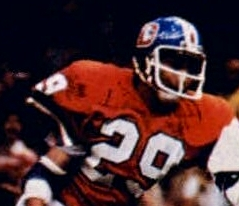
Back defensivo de los Denver Broncos, Bernard Jackson jugando contra Dallas Cowboys en Super Bowl XII del 15 de enero de 1978

Defensive back ('DB) (en varios medios latinoamericanos es referido como Back defensivo) es un anglicismo utilizado para una posición defensiva en el fútbol americano y el fútbol canadiense. Los Defensive backs tienen la responsabilidad de prevenir que los wide receivers atrapen el balón en pases. De manera similar a otras posiciones defensivas, pueden buscar un sack.
El término "defensive back" engloba a jugadores en varias posiciones como los cornerbacks o los safeties. Colectivamente estas posiciones son llamadas defensiva secundaria.
Estos defensas deben mostrar grandes habilidades en cuanto a velocidad y agilidad, además de ser capaces de analizar la formación del ataque antes de que se inicie la jugada para predecir las intenciones del rival.
- Datos: Q674953
- Multimedia: American football defensive backs / Q674953